# Peddapalle (huyện)

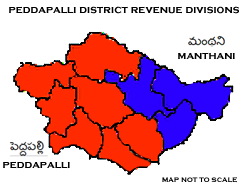
Peddapalli District Revenue divisions

Huyện Peddapalle, còn được viết là Peddapalli, là một huyện nằm ở phía Bắc thuộc bang Telangana. Thành phố Ramagundam là thủ phủ của huyện này. Thành phố này cũng là thành phố lớn thứ 5 của bang Telangana.

## Danh sách các mandal trực thuộc
1. Peddapalli,
2. Odela,
3. Sulthanabad,
4. Julapalli,
5. Eligaid,
6. Dharmaram,
7. Ramagundam,
8. Anthergaon,
9. Palakurthy,
10. Srirampur,
11. Kamanpur,
12. Ramagiri,
13. Manthani,
14. Mutharam (MNT)